# میدان شیخ بهایی

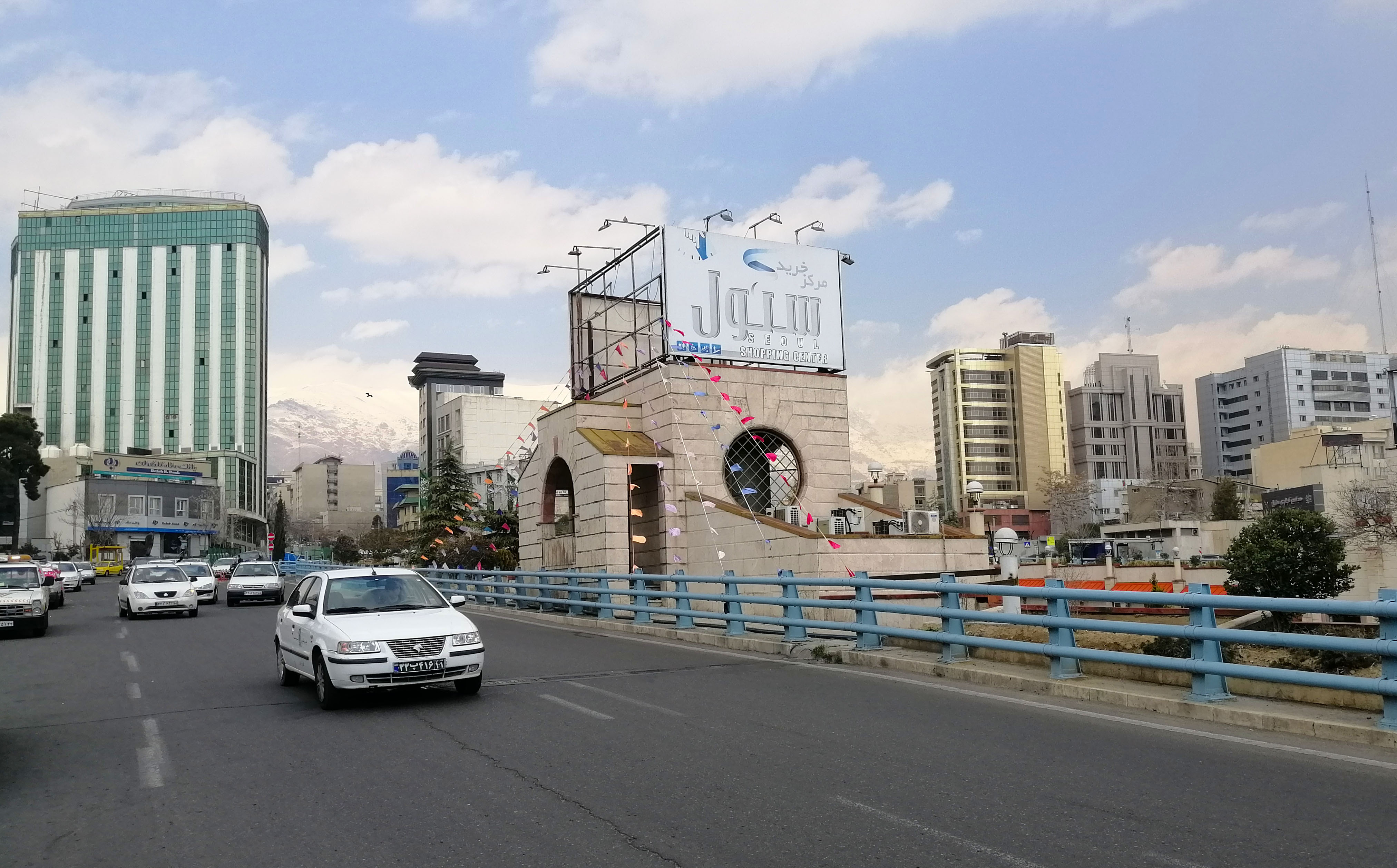

میدان شیخ بهایی میدانی در محله ونک در شهر تهران است. در سال‌های اخیر حوالی میدان به محلی برای کار برخی صنایع، مانند آژانس‌های تبلیغاتی، مراکز خرید لوکس و ساختمان‌های اداری تبدیل شده‌است.

## مکان‌های قابل توجه
این ناحیه به خاطر قرار گرفتن در کنار یکی از معروفترین دانشگاه‌های کشور یعنی دانشگاه دخترانه الزهرا شهرت دارد. همچنین مرکز خرید سئول در زیر این میدان قرار دارد.
شرکت ملی نفت و گاز نیز دو دفتر مرکزی در کنار این میدان دارد.